# Cono de Teggiano
Cono de Teggiano fue un religioso italiano nacido a fines del siglo XII en la ciudad de Teggiano (Campania).
Su temprana muerte y su devoción ardiente que lo hiciera tomar los hábitos a muy temprana edad, fueron signos de santidad para los habitantes locales. Estos supieron trasladar su culto de Teggiano a América, sobre todo a la ciudad uruguaya de Florida.

## Hagiografía

### Infancia
Cono es hijo de dos aldeanos de Teggiano, de apellido Indelli. Sus padres lo conciben a una edad bastante avanzada y luego de tener un sueño extraño. En dicho sueño, del vientre de su madre (llamada Igniva) brotaba una llamarada intensa.
Esta visión fue interpretada por un sacerdote del pueblo como un augurio de que el niño sería muy importante y tendría notoriedad.
De hecho el nombre que los padres eligieran para el recién nacido, «Cono» significa «Algo Perfecto» en el dialecto de Salerno.

### Carrera religiosa

#### Su viaje a San Nicolás
A muy temprana edad Cono decide tomar los hábitos y entrar al monasterio benedictino de San Nicolás, pero el prior del mismo se opone ya que, considerando que Cono era hijo único y que sus padres eran ya ancianos, esto no sería beneficioso para ellos.

#### Escape a Cadossa
No conforme con la decisión del prior de San Nicolás, Cono decide escaparse y postularse en otro monasterio, en una ciudad cercana. Esta vez sus padres lo siguen y el niño es reclamado ante el responsable del mismo.
Se trata de Santa María de Cadossa, cuenta la leyenda que Cono se esconde en el horno de pan del monasterio para no ser encontrado y devuelto a sus padres.
Por inadvertencia de los monjes el horno es prendido y Cono se salva milagrosamente de morir quemado, lo cual convence a sus padres de que la mano de Dios cubre a su hijo, permitiéndole tomar los hábitos.

## Leyendas
Cono se desempeña como un sacerdote generoso y dispuesto siempre a ayudar a sus hermanos, realizando las tareas pertinentes de la vida monacal. Poco tiempo después de haber ingresado al monasterio y sin contar todavía con veinte años Cono recibió un misterioso mensaje: "esta noche Dios te llamará".
Y así fue, al amanecer del día siguiente, un 3 de junio, Cono había muerto.

## Onomástico y Culto público

### Los inicios
El mal llamado "culto" (en rigor a la verdad es una dulía) a Cono, tenido ya por santo, se extendió rápidamente por la región de Salerno y el sur de Italia. Existe una anécdota que narra el destino final de los restos del santo. Los habitantes de dos ciudades cercanas donde Cono había vivido se disputaron largamente el derecho de albergar sus restos.
La contienda fue dirimida en forma peculiar, se colocaron los restos de Cono en una carreta tirada por bueyes y se los dejó solos para ver a dónde se dirigían, entendiendo que el mismo san Cono guiaría la carreta. El resultado fue que los bueyes tomaron el camino de Teggiano, el pueblo natal de san Cono.

### Canonización
Su carácter de "santo" fue reconocido por el pueblo mismo que comenzó a llamarle así mucho antes del proceso de canonización. Esta se produce finalmente en 1871 a instancias del papa Pio IX.

### San Cono y la diáspora italiana

#### Culto a San Cono en Florida

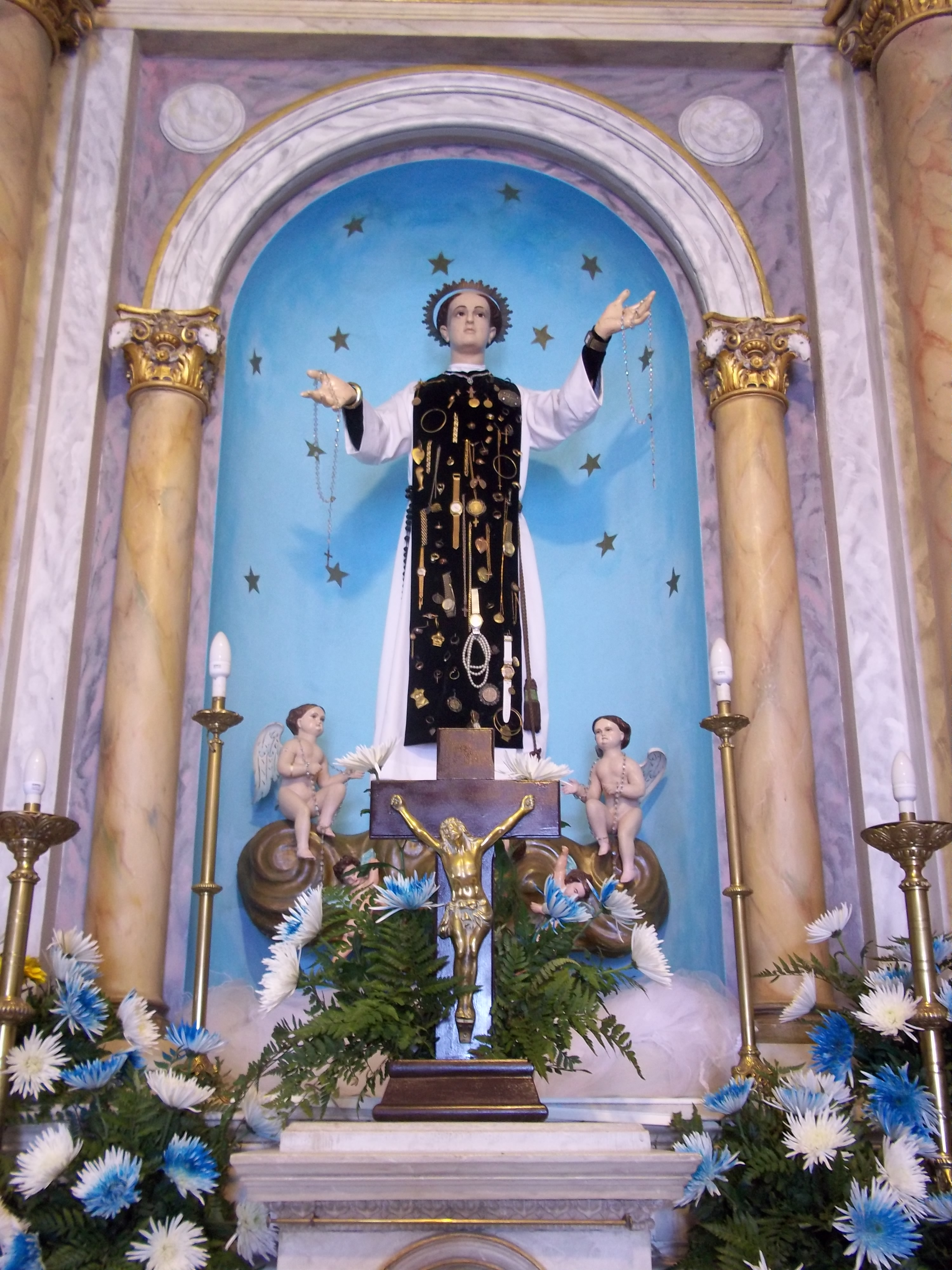
Imagen del santo que se encuentra en la iglesia de San Cono en Florida, Uruguay.

La diáspora italiana supo trasladar el culto de San Cono a otras regiones del mundo, sobre todo a la ciudad de Florida, en Uruguay, donde los descendientes de inmigrantes han erigido un templo, centro de peregrinación local e internacional, produciéndose allí los festejos del santo todos los 3 de junio. Desde el 2001, ese día es feriado laborable en todo el departamento de Florida.
Se utiliza una imagen del santo en una Capilla remodelada, con pinturas que representan sus milagros. Existe un Museo de Ofrendas a San Cono. La celebración está organizada por una Comisión descendiente de los primeros inmigrantes italianos.
La imagen de San Cono fue traída desde Teggiano a solicitud de los inmigrantes italianos allí radicados, llegó al país en 1870 y, como en aquel momento la capilla estaba en construcción, es albergada en la casa de don Blás Aloy, inmigrante italiano, nacido en Teggiano.
Posteriormente la imagen fue trasladada a un colegio de religiosas italianas que la visten a la usanza de su país para mantener la tradición. La capilla en honor al santo sería finalmente inaugurada en 1884.
En horas de la mañana, la Eucaristía es celebrada por el Obispo de la Diócesis. Por la tarde se realiza una procesión con la participación de una multitud de visitantes de todas partes de Uruguay y de Argentina.
En octubre de 2011, una delegación encabezada por el alcalde de Teggiano acompañó la imagen de San Cono Durmiente para una visita de una semana a Florida, pasada la cual la imagen fue trasladada de nuevo a su ciudad de origen. La visita de la imagen santa dio lugar a grandes muestras populares de veneración.

#### Culto en otros países
San Cono también es venerado en otras localidades, como en Buenos Aires, Nueva York, San Mauro Pascoli, San Cono di Cessantini, Lobos, etc.
Dado que los sueños y su interpretación tienen un significado central en la vida de san Cono, este es considerado en muchos lugares como el santo patrono de los sueños y la cifra portadora de suerte para este santo sería el 3.
En Argentina y Uruguay es considerado popularmente santo patrono de los quinieleros.